# Jaegerina scariosa
Jaegerina scariosa är en bladmossart som beskrevs av Arzeni 1954. Jaegerina scariosa ingår i släktet Jaegerina och familjen Pterobryaceae. Inga underarter finns listade i Catalogue of Life.